# Listă de poeți polonezi
Aceasta este o listă de poeți polonezi în ordine alfabetică:

## A
Boguslaw Adamowicz - Adam Asnyk -

## B
Krzysztof Kamil Baczyński - Stanisław Baliński - Marcin Baran -
Stanisław Barańczak - Jan Barszczewski - 
Paweł Beręsewicz - Ryszard Wincenty Berwiński -
Miron Białoszewski - Miłosz Biedrzycki (n. 1967, Koper) - August Bielowski - Wojcech Bogusławski - Tadeusz Borowski - Tadeusz Boy-Żeleński - Andrzej Braun -
Jan Brzechwa - Jan Brze̜kowski -
Władysław Broniewski - Ernest Bryll

## C
Józef Czechowicz - Piotr Czerniawski - Wanda Czubernatowa

## D
Jecek Dehnel - Stanisław Ryszard Dobrowolski - Olgerd Dziechciarz

## E
Leszek Engelking -

## F
Jerzy Ficowski -
Ignacy Fik -
Kornel Filipowicz - Darek Foks? -
Aleksander Fredro -

## G
Tadeusz Gajcy -
Konstanty Ildefons Gałczyński - Wiktor Gomulicki -
Seweryn Goszczyński -
Stanisław Grochowiak - Mariusz Grzebalski - Jacek Gutorow

## H
Jerzy Harasymowicz -
Julia Hartwig -
Zbigniew Herbert - Tomasz Hrynacz - Paweł Huelle

## I
Kazimiera Iłłakowiczówna (1892-1983) - Tadeusz Isakowicz-Zaleski - Jarosław Iwaszkiewicz -

## J
Klemens Janicki - Jerzy Jarniewicz -
Bruno Jasieński -
Mieczysław Jastrun - Krzysztof Jaworski - Roma Jegor - Jerzy Jurandot (n. Jerzy Glejgewicht)

## K
Szymon Kantorski - Krzysztof Karasek - Franciszek Karpiński - Tymoteusz Karpowicz - Jan Kasprowicz - Julian Kawalec - Marzanna Bogumiła Kielar -
Jan Kochanowski - Wespazjan Kochowski - Feliks Konarski ("Ref-Ren") - Halina Konopacka - Maria Konopnicka - Apollo Korzeniowski -
Ignacy Krasicki -
Zygmunt Krasiński -
Ryszard Krynicki - Tadeusz Kubiak - Aleksander Tytus Kulisiewicz - Jalu Kurek -
Ewa Kuryluk - Grzegorz Kwiatkowski

## L
Antoni Lange - Małgorzata Lebda - Stanisław Jerzy Lec -
Jan Lechoń -
Teofil Lenartowicz -
Bolesław Leśmian -
Ewa Lipska - Józef Łobodowski

## M
Bronisław Maj - Karol Maliszewski -
Maciej Melecki - Tadeusz Miciński -
Adam Mickiewicz -
Czesław Miłosz - Stanisław Młodożeniec -
Jan Andrzej Morsztyn -

## N
Daniel Naborowski - Julian Ursyn Niemcewicz -
Cyprian Kamil Norwid - Bronka Nowicka -

## O
Artur Oppman - Władysław Orkan - Bronisława Ostrowska

## P
Maria Pawlikowska-Jasnorzewska -
Tadeusz Peiper - Jacek Podsiadło - Joanna Pollakówna - Wacław Potocki - Bolesław Prus -
Kazimierz Przerwa-Tetmajer -
Julian Przyboś -

## R
Mikołaj Rej -
Krystyna Rodowska -
Tadeusz Różewicz - Tomasz Różycki - Lucjan Rydel -
Jarosław Marek Rymkiewicz -

## S
Maciej Kazimierz Sarbiewski - Pawel Sarna - Marcin Sendecki - Leszek Józef Serafinowicz -
Mikołaj Sęp Szarzyński - Tadeusz Sławek - Antoni Słonimski -
Juliusz Słowacki - Andrzej Sosnowski - Edward Stachura -
Leopold Staff -
Stanisław Ryszard Stande -
Anatol Stern - Zdzisław Stroiński - Nora Szczepańska - Włodzimierz Sznarbachowski - Janusz Szpotański - Mirka (Mirosława) Szychowiak -
Wisława Szymborska -

## Ś
Marcin Świetlicki - Anna Świrszczyńska -

## T
Paweł Targiel - Eugeniusz Tkaczyszyn-Dycki - Stanislaw Trzebecki - Andrzej Trzebiński - Julian Tuwim -
Jan Twardowski -

## U
Kornel Ujejski -

## W
Aleksander Wat - Adam Ważyk - Józef Weyssenhoff - Adam Wiedemann - Kazimierz Wierzyński - Józef Wittlin - Andrzej Włast-Willy - Adam Włodek - Konrad Wojtyła - Wiktor Woroszylski -  Grzegorz Wróblewski -
Stanisław Wyspiański -

## Z
Bohdan Zadura -
Adam Zagajewski - Wacław Michał Zaleski - Kazimiera Zawistowska - Krzystof Zawisza

## Ž
Narcyza Żmichowska - Gabryella